# 范比倫山
范比倫山（英語：Mount Van Buren），是南極洲的山峰，位於帕爾默地，處於傑克遜山西北面6公里的戴耶高原東部，在1974年由美國地質調查局繪入地圖，現時由南極條約體系管理。